# Mi cuarto
Mi cuarto es el segundo álbum de estudio perteneciente al dúo de rock argentino Vivencia. Fue lanzado por los sellos CBS y Sony Music en el año 1973.

## Historia
Esta placa, con el título de Mi cuarto, fue el disco más exitoso de la carrera del dúo Fazzio/Ayala y se ha convertido en un clásico del rock argentino de la década de los setenta. La canción homónima fue el primer corte de difusión y se convirtió en un clásico del dúo. Sin embargo, luego de este momento de inesperado suceso del álbum, el dúo nunca supo cómo continuar su carrera en forma exitosa, por lo que se limitaron a repetirse musicalmente el resto de su trayectoria.

## Lista de canciones
Todas las canciones escritas y compuestas por Vivencia. 
| N.º | Título                     | Escritor(es) | Duración |  |
| 1.  | «Mi Cuarto»                |              | 03:35    |  |
| 2.  | «La mañana me reclama»     |              | 04:43    |  |
| 3.  | «La realidad en la calle»  |              | 04:07    |  |
| 4.  | «El amor que me faltaba»   |              | 04:13    |  |
| 5.  | «Los juguetes y los niños» |              | 04:00    |  |
| 6.  | «Natalia y Juan Simón»     |              | 03:12    |  |
| 7.  | «Poeta de cartón»          |              | 02:59    |  |
| 8.  | «Pequeño pasajero»         |              | 02:49    |  |
| 9.  | «Chico, se fue tu vida»    |              | 02:23    |  |
| 10. | «Un hombre sin moral»      |              | 01:39    |  |

## Créditos y personal
- Eduardo Fazio: Guitarra y voz
- Héctor Ayala: Guitarra y voz